# Araneus roseomaculatus
Araneus roseomaculatus este o specie de păianjeni din genul Araneus, familia Araneidae, descrisă de Motoyoshi Ono în anul 1992.
Este endemică în Taiwan. Conform Catalogue of Life specia Araneus roseomaculatus nu are subspecii cunoscute.